# Eggebek
Eggebek (tiếng Đan Mạch: Eggebæk) là một đô thị thuộc huyện Schleswig-Flensburg, bang Schleswig-Holstein, Đức.